# Renan Martins
Renan Martins Pereira, kurz Renan (* 19. September 1997 in Ariquemes; † 21. Dezember 2017 in Florianópolis), war ein brasilianischer Fußballspieler.

## Karriere
Der Mittelfeldspieler begann seine Karriere beim Avaí FC. Am 11. Mai 2015 wurde er beim Spiel gegen den FC Santos erstmals in der Série A eingesetzt. Im Juni wurde er allerdings bei der Dopingkontrolle nach dem Spiel gegen Atlético Mineiro positiv getestet. Nach einer provisorischen Sperre durfte Renan zunächst wieder spielen, bis er im Dezember 2015 für sechs Monate gesperrt wurde. Bis dahin hatte er 21 Einsätze für Avaí.
Renan starb 20-jährig im Dezember 2017 an einem Hirntumor.